# 鍾離意
鍾離意，字子阿，會稽郡山陰人，年少時曾擔任郡的督郵。
建武十四年，會稽郡發生疫情，死者數以萬計，意獨自下鄉給百姓醫藥救助，遇到的人大多獲得救濟。之後舉孝廉，被大司徒侯霸任用。在之後，擔任瑕丘令。建武二十五年，遷堂邑令。漢明帝即位，征為尚書。最後出任魯國相，在任五年後去世。

## 後代
- 六世孫鍾離緒，東漢樓船都尉
  - 鍾離駰，鍾離牧兄
  - 七世孫鍾離牧，孫吳將領[2]
    - 牧三子：鍾離禕、鍾離盛、鍾離徇

## 延伸阅读
[在维基数据编辑]
 《後漢書·卷41》，出自范晔《後漢書》
 《東觀漢記》